# Leonardo Deplano
Leonardo Deplano (* 21. Juli 1999 in Florenz) ist ein italienischer Schwimmer, der eine Bronzemedaille bei Olympischen Spielen gewann. Bei Weltmeisterschaften erhielt er zwei Silbermedaillen auf der 50-Meter-Bahn sowie drei Goldmedaillen, zwei Silbermedaillen und eine Bronzemedaille auf der 25-Meter-Bahn. Bei Europameisterschaften erschwamm er einmal Gold, zweimal Silber und einmal Bronze auf der 50-Meter-Bahn sowie einmal Gold, dreimal Silber und einmal Bronze auf der 25-Meter-Bahn.

## Sportliche Karriere
Deplano schwimmt für Circolo Canottieri Aniene. Er ist mehrfacher italienischer Meister über 50 Meter Freistil.

### Frühe Jahre bis 2019
Deplano siegte 2017 bei den Junioreneuropameisterschaften über 50 Meter Freistil vor dem Schweden Björn Seeliger und dem Franzosen Maxime Grousset. Bei den Juniorenweltmeisterschaften zwei Monate später wurde er über die gleiche Strecke Dritter hinter Michael Andrew aus den Vereinigten Staaten und Maxime Grousset.
Sein Debüt in der Nationalmannschaft gab Deplano Rnde 2019 bei den Kurzbahneuropameisterschaften in Glasgow. Die 4-mal-50-Meter-Freistilstaffel mit Marco Orsi, Giovanni Izzo, Thomas Ceccon und Leonardo Deplano erreichte das Finale mit der viertbesten Vorlaufzeit. Im Endlauf schwammen Federico Bocchia, Marco Orsi, Giovanni Izzo und Alessandro Miressi und wurden Dritte hinter der russischen und der polnischen Staffel. Alle sechs Beteiligten erhielten eine Bronzemedaille. Über 50 Meter Freistil schied Deplano als 21. der Vorläufe aus. Deplano war auch Mitglied er 4-mal-50-Meter-Mixed-Freistilstaffel im Vorlauf, im Finale belegte das italienische Quartett den fünften Platz.

### Das Jahr 2021
Wegen der COVID-19-Pandemie wurden 2020 keine internationalen Meisterschaften ausgetragen. 2021 nahm Deplano an drei internationalen Meisterschaften teil, von denen zwei aus dem Vorjahr verschoben waren. Im Mai 2021 fanden die Europameisterschaften in Budapest statt. Die 4-mal-100-Meter-Freistilstaffel erreichte das Finale mit Lorenzo Zazzeri, Leonardo Deplano, Manuel Frigo und Alessandro Miressi mit der schnellsten Vorlaufzeit. Im Finale wurden Alessandro Miressi, Lorenzo Zazzeri, Thomas Ceccon und Manuel Frigo Dritte hinter Russen und Briten. Über 50 und 100 Meter Freistil schied Deplano im Vorlauf aus. Bei den Olympischen Spielen in Tokio gehörte Deplano nicht zum italienischen Aufgebot.
Im November bei den Kurzbahneuropameisterschaften 2021 in Kasan schwamm die 4-mal-50-Meter-Lagenstaffel mit Lorenzo Mora, Federico Poggio, Thomas Ceccon und Leonardo Deplano die zweitschnellste Vorlaufzeit. Im Finale siegten Michele Lamberti, Nicolò Martinenghi, Marco Orsi und Lorenzo Zazzeri vor den Russen und stellte dabei in 1:30,14 Minuten einen neuen Weltrekord auf. In der 4-mal-50-Meter-Mixed-Freistilstaffel waren Leonardo Deplano, Filippo Megli, Chiara Tarantino und Costanza Cocconcelli Vorlaufvierte. Im Finale erkämpften Alessandro Miressi, Lorenzo Zazzeri, Silvia Di Pietro und Costanza Cocconcelli Silber zeitgleich mit dem russischen Quartett. Die siegreiche Staffel aus den Niederlanden hatte 0,47 Sekunden Vorsprung.
Einen Monat später fanden in Abu Dhabi die Kurzbahnweltmeisterschaften 2021 statt. In der 4-mal-100-Meter-Freistilstaffel siegten die Russen mit 0,16 Sekunden Vorsprung vor Alessandro Miressi, Thomas Ceccon, Leonardo Deplano und Lorenzo Zazzeri, Manuel Frigo erhielt eine Medaille für seinen Vorlaufeinsatz. Über 50 Meter Freistil schied Deplano als Halbfinalneunter aus. In der 4-mal-50-Meter-Freistilstaffel gewannen Deplano, Zazzeri, Frigo und Miressi mit 0,14 Sekunden vor den Russen. Deplano schwamm auch im Vorlauf der 4-mal-50-Meter-Mixed-Freistilstaffel, in der das italienische Quartett im Endlauf den fünften Platz belegte. Er war auch im Vorlauf der 4-mal-50-Meter-Mixed-Lagenstaffel dabei, hier gewann das italienische Team im Finale die Bronzemedaille.

### 2022 mit zwei Kurzbahnweltrekorden
Im Juni 2022 bei den Weltmeisterschaften in Budapest war Deplano nur im Vorlauf der 4-mal-100-Meter-Mixed-Freistilstaffel dabei. Das italienische Quartett belegte im Finale den siebten Platz.
Zwei Monate nach den Weltmeisterschaften wurden die Europameisterschaften in Rom ausgetragen. Die 4-mal-100-Meter-Mixed-Lagenstaffel schwamm im Vorlauf mit Michele Lamberti, Francesca Fangio, Ilaria Bianchi und Leonardo Deplano die sechstschnellste Zeit. Im Finale wurden Thomas Ceccon, Nicolò Martinenghi, Elena Di Liddo und Silvia Di Pietro Zweite hinter dem niederländischen Team. Alle acht Beteiligten erhielten eine Silbermedaille. Die italienische 4-mal-100-Meter-Freistilstaffel mit Alessandro Bori, Filippo Megli, Leonardo Deplano und Manuel Frigo erreichte das Finale mit der zweitschnellsten Vorlaufzeit. Im Endlauf siegte die italienische Staffel mit Alessandro Miressi, Thomas Ceccon, Lorenzo Zazzeri und Manuel Frigo mit fast zwei Sekunden vor den Ungarn. Im Finale über 50 Meter Freistil siegte der Brite Benjamin Proud mit zwei Hundertstelsekunden Vorsprung vor Deplano, der seinerseits 0,15 Sekunden vor dem Dritten anschlug.
Ende 2022 bei den Kurzbahnweltmeisterschaften in Melbourne siegten Alessandro Miressi, Paolo Conte Bonin, Leonardo Deplano und Thomas Ceccon in der 4-mal-100-Meter-Freistilstaffel mit neuem Weltrekord mit fast zwei Sekunden Vorsprung vor den Australiern. Manuel Frigo erhielt Gold für seinen Vorlaufeinsatz. In der 4-mal-50-Meter-Freistilstaffel siegten die Australier mit 0,04 Sekunden Vorsprung auf Miressi, Deplano, Ceccon und Frigo, hier war Conte Bonin im Vorlauf dabei. In der 4-mal-50-Meter-Lagenstaffel schwammen im Vorlauf Lorenzo Mora, Simone Cerasuolo, Thomas Ceccon und Alessandro Miressi. Im Finale siegten Lorenzo Mora, Nicolò Martinenghi, Matteo Rivolta und Leonardo Deplano mit neuem Weltrekord.

### 2023 und die olympische Medaille 2024
2023 bei den Weltmeisterschaften in Fukuoka waren Alessandro Miressi, Leonardo Deplano, Lorenzo Zazzeri und Manuel Frigo im Vorlauf die drittschnellste 4-mal-100-Meter-Freistilstaffel. Im Endlauf siegten die Australier. 0,33 Sekunden hinter den Australiern und 0,32 Sekunden vor dem US-Team gewannen Alessandro Miressi, Manuel Frigo, Lorenzo Zazzeri und Thomas Ceccon die Silbermedaille. Über 50 Meter Freistil belegte Deplano den achten Platz.
Ende 2023 bei den Kurzbahneuropameisterschaften in Otopeni gewann die 4-mal-50-Meter-Freistilstaffel mit Leonardo Deplano, Lorenzo Zazzeri, Thomas Ceccon und Alessandro Miressi die Silbermedaille hinter den Briten. Giovanni Izzo war im Vorlauf dabei. Über 100 Meter Freistil belegte Deplano den sechsten Platz. Eine weitere Silbermedaille gewann die 4-mal-50-Meter-Mixed-Freistilstaffel mit Alessandro Miressi, Lorenzo Zazzeri, Jasmine Nocentini und Silvia Di Pietro. Hier erhielten auch Leonardo Deplano, Giovanni Izzo und Sara Curtis für ihren Vorlaufeinsatz eine Silbermedaille.
Im Februar 2024 bei den Weltmeisterschaften in Doha schwamm die 4-mal-100-Meter-Freistilstaffel mit Lorenzo Zazzeri, Paolo Conte Bonin, Leonardo Deplano und Alessandro Miressi die zweitschnellste Vorlaufzeit. Im Endlauf waren Alessandro Miressi, Lorenzo Zazzeri, Paolo Conte Bonin und Manuel Frigo fast eine Sekunde schneller als die Vorlaufstaffel und gewannen Silber hinter den Chinesen und vor dem Quartett aus den Vereinigten Staaten. Über 50 Meter Freistil schied Deplano als Halbfinalzehnter aus, fünf Hundertstelsekunden fehlten für das Finale.
Fünf Monate nach den Weltmeisterschaften bei den Olympischen Spielen in Paris schwamm die 4-mal-100-Meter-Freistilstaffel mit Lorenzo Zazzeri, Leonardo Deplano, Paolo Conte Bonin und Manuel Frigo die sechstbeste Vorlaufzeit. Im Endlauf waren Alessandro Miressi, Thomas Ceccon, Paolo Conte Bonin und Manuel Frigo über zwei Sekunden schneller als die Vorlaufstaffel und schlugen als Dritte an hinter der US-Staffel und den Australiern. Über 100 Meter Freistil war Deplano 23. der Vorläufe. Über 50 Meter Freistil erreichte Deplano das Finale und belegte den siebten Platz.